# W52-FC Porto
L'equip W52-FC Porto (codi UCI: W52) és un equip de ciclisme portuguès de categoria continental professional.
L'equip Unión Ciclista de Sobrado es va crear el 2004 a Sobrado (Valongo). L'equip va competir de manera amateur fins que el 2013 va entrar a la categoria continental de l'UCI. Al llarg de la seva història ha tingut diferents noms.
De cara el 2016 va arribar un acord amb el FC Porto per copatrocinar l'equip.

## Principals resultats
- Volta a Portugal: Alejandro Marque (2013), Gustavo César Veloso (2014, 2015), Rui Vinhas (2016), Raúl Alarcón (2017)
- Trofeu Joaquim Agostinho: Eduard Prades (2013), Delio Fernández (2014)
- Tour de Rio: Gustavo César Veloso (2015)
- Clàssica da Arrábida: Amaro Antunes (2017)

### A les grans voltes
- Giro d'Itàlia
  - 0 participacions
- Tour de França
  - 0 participacions
- Volta a Espanya
  - 0 participacions

## Composició de l'equip
| \| Llista de l'equip 2017 \| Llista de l'equip 2017 \| Llista de l'equip 2017 \| Llista de l'equip 2017 \| \| Ciclista \| Data de naixement \| Equip previ \| \| \| ----------------------- \| ---------------------- \| ------------------------------- \| ---------------------- \| \| Raúl Alarcón García \| 25 de març de 1986 \| Louletano-Dunas Douradas (2014) \| \| \| Amaro Antunes \| 27 de novembre de 1990 \| LA Alumínios-Antarte (2016) \| \| \| Samuel Caldeira \| 30 de novembre de 1985 \| Carmin-Prio (2012) \| \| \| António Carvalho \| 25 de octubre de 1989 \| LA Alumínios-Antarte (2014) \| \| \| Tiago Ferreira \| 9 de agost de 1994 \| \| \| \| Daniel Freitas \| 10 de maig de 1991 \| LA Alumínios-Antarte (2014) \| \| \| Ricardo Mestre Correira \| 11 de setembre de 1983 \| Team Tavira (2015) \| \| \| Juan Ignacio Pérez \| 3 de gener de 1990 \| \| \| \| João Rodrigues \| 15 de novembre de 1994 \| Team Tavira (2015) \| \| \| Ángel Sánchez Rebollido \| 12 de abril de 1993 \| \| \| \| Joaquim Silva \| 19 de març de 1992 \| \| \| \| Jacobo Ucha \| 3 de abril de 1993 \| Rádio Popular-Boavista (2016) \| \| \| Gustavo César Veloso \| 29 de gener de 1980 \| Andalucía (2012) \| \| \| Rui Vinhas \| 6 de desembre de 1986 \| Louletano-Dunas Douradas (2014) \| \| \| \| \| \| \| \| Font: ProCyclingStats \| \| \| \| |                        |                                 |  |
| Llista de l'equip 2017 |                        |                                 |  |
| Ciclista | Data de naixement      | Equip previ                     |  |
| Raúl Alarcón García | 25 de març de 1986     | Louletano-Dunas Douradas (2014) |  |
| Amaro Antunes | 27 de novembre de 1990 | LA Alumínios-Antarte (2016)     |  |
| Samuel Caldeira | 30 de novembre de 1985 | Carmin-Prio (2012)              |  |
| António Carvalho | 25 de octubre de 1989  | LA Alumínios-Antarte (2014)     |  |
| Tiago Ferreira | 9 de agost de 1994     |                                 |  |
| Daniel Freitas | 10 de maig de 1991     | LA Alumínios-Antarte (2014)     |  |
| Ricardo Mestre Correira | 11 de setembre de 1983 | Team Tavira (2015)              |  |
| Juan Ignacio Pérez | 3 de gener de 1990     |                                 |  |
| João Rodrigues | 15 de novembre de 1994 | Team Tavira (2015)              |  |
| Ángel Sánchez Rebollido | 12 de abril de 1993    |                                 |  |
| Joaquim Silva | 19 de març de 1992     |                                 |  |
| Jacobo Ucha | 3 de abril de 1993     | Rádio Popular-Boavista (2016)   |  |
| Gustavo César Veloso | 29 de gener de 1980    | Andalucía (2012)                |  |
| Rui Vinhas | 6 de desembre de 1986  | Louletano-Dunas Douradas (2014) |  |
| |                        |                                 |  |
| Font: ProCyclingStats |                        |                                 |  |

## Classificacions UCI
L'equip participa en els Circuits continentals de ciclisme. La taula presenta les classificacions de l'equip al circuit, així com el millor ciclista individual.
UCI Amèrica Tour
| Temporada | Classificació per equips | Millor ciclista en la classificació individual |
| --------- | ------------------------ | ---------------------------------------------- |
| 2013      | 21è                      | Gustavo César Veloso (68è)                     |
| 2014      | 25è                      | Gustavo César Veloso (84è)                     |
| 2015      | 32è                      | Gustavo César Veloso (40è)                     |

UCI Àsia Tour
| Temporada | Classificació per equips | Millor ciclista en la classificació individual |
| --------- | ------------------------ | ---------------------------------------------- |
| 2013      | 64è                      | Samuel Caldeira (227è)                         |

UCI Europa Tour
| Temporada | Classificació per equips | Millor ciclista en la classificació individual |
| --------- | ------------------------ | ---------------------------------------------- |
| 2013      | 29è                      | Alejandro Marque (72è)                         |
| 2014      | 36è                      | Gustavo César Veloso (41è)                     |
| 2015      | 28è                      | Gustavo César Veloso (39è)                     |
| 2016      | 28è                      | Rui Vinhas (239è)                              |
| 2017      | 16è                      | Raúl Alarcón (34è)                             |
| 2018      | 31è                      | Raúl Alarcón (137è)                            |